# Ersfjorden (Troms)
Ersfjorden est un fjord de l'île de Kvaløya, dans le comté de Troms, au nord de la Norvège. 

## Géographie
Au fond du fjord, à Ersfjordbotn, Ersfjorden est séparé du fjord Kaldfjorden, par un col étroit de seulement 800 mètres de large et environ 45 mètres de haut. Ces deux fjords divisent l'île de Kvaløya en trois parties.

## Quelques vues du fjord

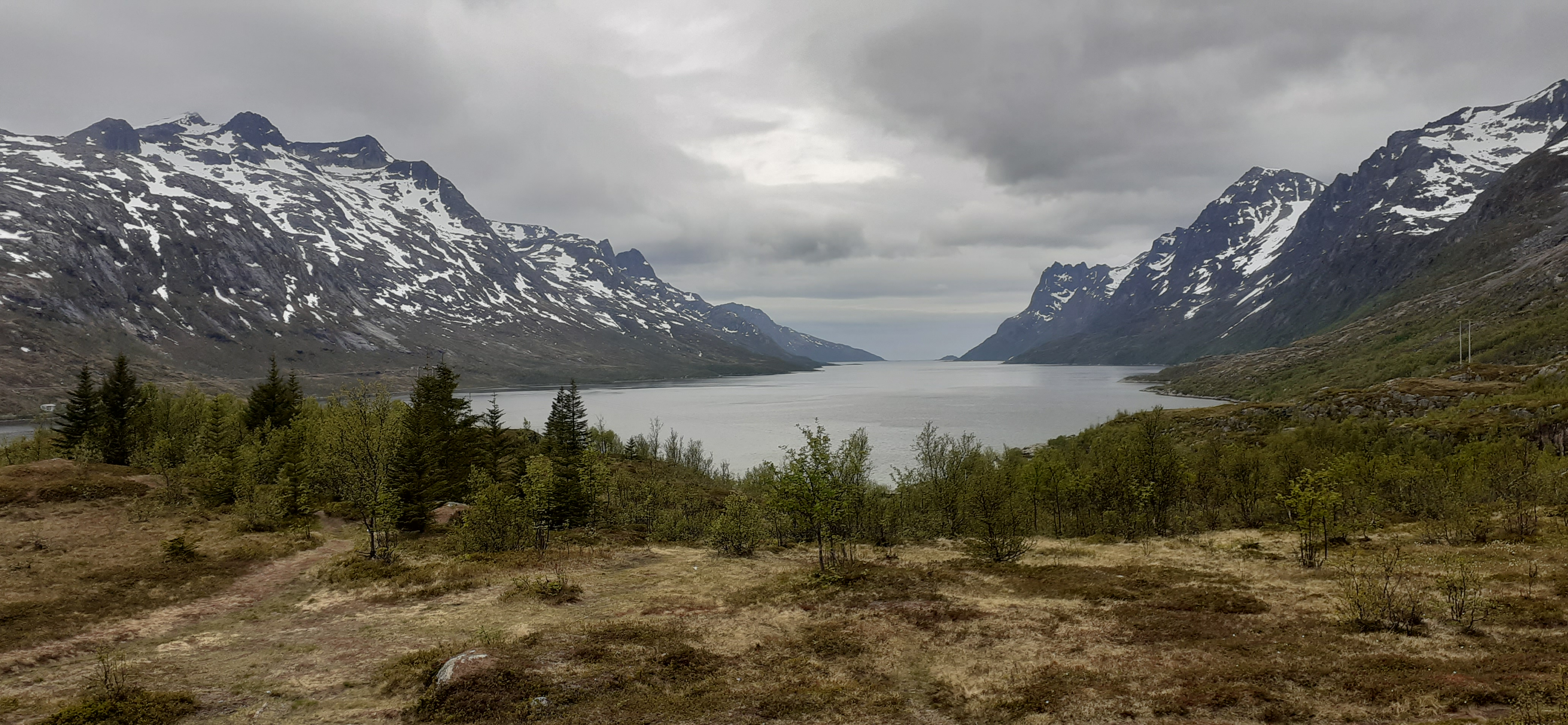
Ersfjorden depuis Ersfjord view point